# Cedusa andara
Cedusa andara är en insektsart som beskrevs av Kramer 1986. Cedusa andara ingår i släktet Cedusa och familjen Derbidae. Inga underarter finns listade i Catalogue of Life.